# Сенцон Тоточтин

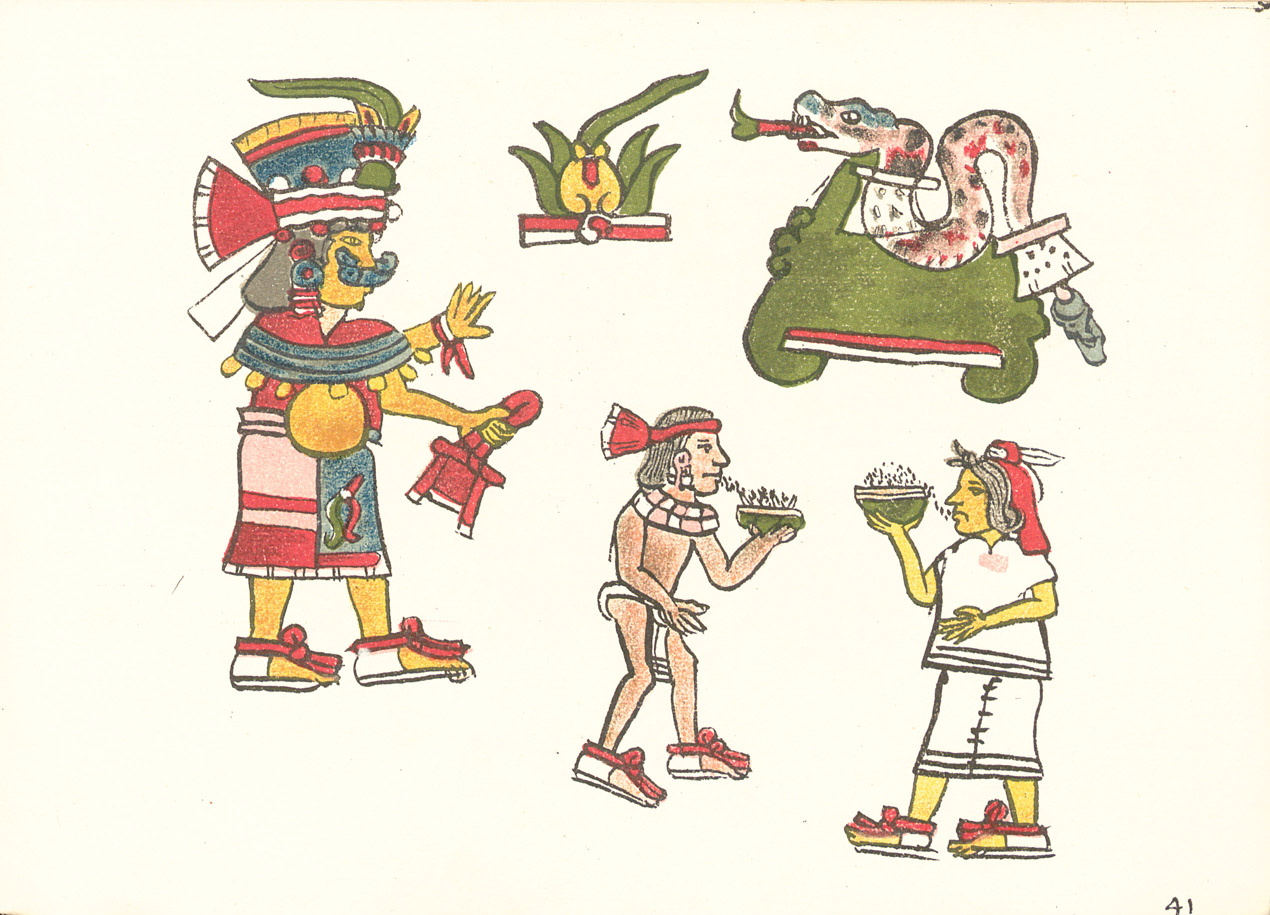
Праздник и божества опьянения в Кодексе Мальябекки

Сенцон Тоточтин (кл. науатль Centzon Totochtin, иногда также Centzontotochtin — «400 кроликов») — в мифологии ацтеков группа распутствующих и пьянствующих божеств. Число 400 в ацтекской культуре обозначало неопределенно большое количество. Кролики же ассоциировались с пьянством: про пьяного человека говорили, что он «накроликался» (omotochtili); по словам Бернардо Саагуна, кроликов было столько же, сколько видов опьянения. Второй день месяца Кролика в ацтекском календаре («Два Кролик», ome-tochtli) был посвящён этим божествам. С днем Оме-точтли была связана богиня алкоголя Майяуэль, которая считалась матерью «400 кроликов»: поэтому у неё якобы было 400 грудей. Многие из «400 кроликов» известны по именам: в основном это названия мест, где они почитались. Изображались эти божества с двухцветными (красными и черными) лицами; такого же цвета были и предметы, посвящённые им. Кроме того, с ними ассоциировались носовые украшения якамецтли (yacametztli) в виде золотого лунного диска.